# Endless (film)
Endless è un film del 2020 diretto da Scott Speer.

## Trama
Chris e Riley sono due perfetti fidanzati che frequentano l'ultimo anno di scuola prima di iscriversi all'università. La sera della festa di fine anno, dopo essere arrivati alla festa con la moto del ragazzo, la migliore amica della fidanzata, Julia, rivela a tutti che Riley è stata presa all'università di giurisprudenza di un'altra città. Chris, scosso, si ubriaca. A quel punto, grazie alla macchina dell'amico di Chris, Riley accompagna il fidanzato quando, nel bel mezzo di un discorso sul suo futuro, hanno un incidente. La ragazza si risveglia in un ospedale vicino all'amato, apparentemente sano e salvo, e ai suoi genitori, che però le comunicano la triste notizia della morte di Chris. Quest'ultimo, pensando si trattasse di un qualche scherzo, prova a toccare la fidanzata, ma si accorge di non poterlo fare essendo ormai morto e intrappolato in una sorta di limbo. Successivamente, incontra un ragazzo, anche lui morto, che gli rivela che un giorno potrà passare ad un "livello superiore" fuggendo da questo limbo. Nel mentre Riley, turbata dalla morte del ragazzo e pedinata da un detective intento a scoprire la causa dell'incidente, stabilisce un contatto con Chris mentre disegna. Inizialmente, non riesce a credere sia tutto vero, ma quando il ragazzo le dimostra che tutto ciò è reale, lei disegna sempre di più, tentando anche di suicidarsi pur di ricongiungersi col suo ragazzo. Nel finale, Chris capisce che non può continuare a influenzare la vita di Riley quindi, prima che quest'ultima muoia annegata, le dice addio. Riley viene salvata dai genitori che, rintracciando il suo telefono, riescono in tempo a chiamare i soccorsi. Chris, anche grazie al risvegliato sentimento del padre nei suoi confronti, si sente finalmente libero di proseguire nel suo aldilà, svanendo per sempre.

## Promozione
Il primo trailer del film viene diffuso il 10 marzo 2020.

## Distribuzione
Il film, inizialmente previsto per il 9 aprile 2020, è stato rimandato a causa della pandemia di coronavirus ed è stato distribuito on demand a partire dal 14 agosto 2020.